# 걸걸중상
걸걸중상(乞乞仲象, 629년?~697년?)은 고구려의 장수이자 고구려의 부흥을 이끈 지도자이다. 발해의 시조인 대조영과 대야발 형제의 아버지이다. 대당 항쟁 때, 그는 속말말갈의 지도자 걸사비우와 동맹을 맺은 고구려 유민의 지도자였으며, 측천무후로부터 진국공(震國公)에 봉작되었으나 이를 받아들였는지는 정확히 알 수 없다. 이후 대조영 등과 함께 발해 건국을 주도했으나 발해가 건국되는 것을 보지 못하고 사망했다. 협계 태씨, 영순 태씨, 밀양 대씨에서 시조로 받드는 인물이다.

## 생애

### 가계 배경
출신 배경은 알려진 것이 없다. 그의 선계는 잘 알려져 있지 않아 후에 고려로 귀순한 대광현의 후손인 협계 태씨, 영순 태씨, 밀양 대씨 등은 그를 시조로 하여 가계 대수를 계산하고 있다.
조선 후기의 학자 류득공은 발해고에서 걸걸중상의 선조가 대씨는 대정씨(大庭氏)에서 나왔다고도 하고, 동이(東夷)의 대씨는 대련(大連)에서 비롯된다는 설이 있다고 언급하였다. 대련과 걸걸중상 사이의 계대에 대해서는 알려진 것이 없다.

### 고구려 장수
645년 제1차 고구려-당 전쟁 이후 당나라는 거의 매년 고구려를 침공했다. 고구려는 항상 당의 침공을 막아냈지만, 고구려의 대막리지인 연개소문이 사망하자, 그의 아들들간에 큰 권력 싸움이 일어나서 연남생이 당나라에 항복해왔다. 667년 당나라는 연남생을 앞세워 고구려를 침공하였고, 이듬해인 668년에 고구려는 멸망하였다. 당나라는 고구려 유민 분산 정책에 따라 유민을 여러 지역으로 끌고 갔는데, 이때 대중상 부자도 고구려 유력층으로 분류되어 영주(榮州)로 끌려가게 되었다고 추정된다.

### 고구려 유민의 지도자
당나라는 고구려 유민들을 여러곳으로 분산하여 끌고 갔는데, 대중상 부자도 요서(遼西)의 영주(營州, 당시 요서와 영주는 하북성 석가장시 일대였다.)로 끌려갔다. 한편, 북한 학계에서는 이를 부인하며 이 시기에 대중상 세력이 따로 존재했던 것으로 보기도 한다.
695년 거란의 가한 이진충이 영주 도독 조문홰를 죽이고 반란을 일으켰다. 대중상 부자는 이 때를 틈타 고구려 유민들과 함께 걸사비우가 이끄는 말갈족들과 함께 탈출을 감행하였다. 이후 대중상은 고구려 유민들의 지도자로 활동하였다.
측천무후는 이들을 달래고자 대중상을 진국공(震國公)에 봉하고, 말갈의 걸사비우를 허국공(許國公)에 봉하였으나, 이에 따르지 않자 거란족 출신의 우옥검위대장군(右玉鈐衛大將軍) 이해고를 보내 반란을 일으킨 거란족을 토벌하고, 탈출한 고구려 유민들을 추격하였는데, 이 과정에서 이해고 군대의 공격을 받고 걸사비우와 함께 사망했거나 혹은 걸사비우 전사 이후 고구려 유민과 남은 말갈족을 이끌고 저항하다가 큰 상처를 입고 사망했다는 주장도 있다. 사망 당시 그의 정확한 연령대는 알려져 있지 않으나 대략 70대 초반 정도로 추정된다.

### 발해의 건국
고구려 유민들은 대중상과 걸사비우를 잃는 등 큰 손실을 입었다. 그러나 유민들은 대조영을 중심으로 계속 고구려 영토로 이동하였다. 대조영은 고구려 유민과 말갈의 군대들을 이끌고 천문령에서 무주(武周)의 이해고 추격군과 큰 전투를 치른다. (천문령 전투) 대조영은 이 천문령 전투에서 크게 승리하여, 무주(武周) 군대를 몰아낸다.
이후 대조영은 동모산(東牟山)을 도읍으로 하여 나라를 건국하고 국호를 발해(渤海)로 하였다.

### 성씨와 이름
대중상의 이름을 사서에는 다음과 같이 기록하고 있다.
- 구오대사, 발해고 : 대걸걸중상(大乞乞仲象)
- 신당서, 발해국지 : 사리걸걸중상(舍利乞乞仲象)
- 신오대사, 오대회요 : 대사리걸걸중상(大舍利乞乞仲象)

이에 따라 다음과 같은 설이 있다.
- 대(大)는 성, 사리(舍利)는 벼슬, 중상이 이름이라는 설(오대회요)
- 걸걸중상까지의 성씨는 사리(舍利)였으나 그 아들인 대조영부터 성을 대(大)로 바꾸어 썼다는 설(발해국지)
- 당 고종 시기의 장수인 사리아박(舍利阿搏)의 예를 들며 사리부(舍利部)의 추장족(酋長族) 사리씨(舍利氏)가 대(大)씨의 본래 성씨라는 설(통지(通志))
- 사리(舍利)는 거란의 관직이며 걸걸중상이 거란의 예속하에 있었다는 설[4]
- 사리(舍利)는 영주에서 한 집단의 지도자 혹은 수령을 부르던 호칭으로 고구려에 사리주(舍利州)가 있었다는 신당서 지리지의 내용에 주목해 고구려의 관직이었다는 설.[5]

이 외에도 여러 설과 논란이 있지만 확실한 것은 없다.

## 가계
부인의 이름과 성씨는 구당서, 신당서, 삼국사기, 삼국유사, 발해고에 모두 나타나지 않는다. 대씨와 태씨 측 기록에 의하면 걸걸중상의 부인은 시씨(時氏)라 한다.
- 아들 : 발해 고왕(高王)
- 아들 : 대야발(大野勃)

## 걸걸중상이 등장하는 작품
- 《삼국기》(KBS, 1992년~1993년, 배우:김하균)
- 《연개소문》(SBS, 2006년~2007년, 배우:송금식, 최영균)
- 《대조영》(KBS, 2006년~2007년, 배우:임혁)

## 같이 보기
- 대조영
- 걸사비우
- 안승
- 검모잠
- 보장왕
- 이해고
- 이진충